# Информационные потребности
Информационные потребности (англ. Information needs) — свойство лица, группы лиц или системы, которое отображает необходимость получения информации для выполнения поставленной задачи в практической деятельности.

## Сущность понятия
Впервые термин «информационные потребности» был использован журналистом Робертом Тейлором в статье «Способ задавать вопросы» (англ. The Process of Asking Questions), опубликованной в журнале «American Documentation» в 1962 году. В статье Тейлор попытался описать, как индивид сознательно или бессознательно получает ответ от информационной системы. Также он изучал взаимное влияние между искателем информации и данной системой.
Согласно Тейлору, информационные потребности имеют четыре уровня чёткости формулирования запроса:
- «идеальный вопрос», который пользователь не сможет сформулировать реально, но присутствующий в его подсознании неоформленно;
- осознанное отношение к информационной потребности, но в неопределённой форме (при этой степени понимания индивид может обратиться к знающему человеку, который поможет ему оформить запрос);
- вопрос исследователя, осознающего, что он ищет и в каком виде;
- вопрос в таком виде, в каком он представлен в информационной системе.

Тейлором была предложена модель осознанности информационного запроса, а также он затронул тему возможности существования неосознанного информационного запроса. Информация в неосознанном виде не может быть чётко структурированной.
Изначально потребность возникает на уровне психики человека, затем она переходит на уровень мышления, после чего следует языковой уровень, в котором модель вербализуется. Переходя с уровня на уровень, модель часто деформируется и в итоге представляет собой запрос не совсем соответствующий модели, возникшей на психическом уровне.
В научной литературе «информационными» часто называют потребности:
- органическая (биогенная) потребность в сенсорной информации, которая необходима живым существам так же, как обмен веществом и энергией;
- духовная потребность в социальной информации;
- профессиональная потребность в научно-технической информации[4].